# Trapist
Trapist je vrsta polutvrdog sira koji se proizvodi uglavnom u zemljama u kojima postoje trapistički monaški redovi. Izvorno je poznat kao Stella Maria Trappist, u Njemačkoj kao Trappisten, Belgiji Chimay trapist.
Po svom sastavu je punomasan ili polumasan. Ima finu, gipku masu bez rupa. Okus je blag, slatkast, malo kiselkastog mirisa. 
Vrijeme starenja iznosi 5 do 12 tjedana. Sadrži apsolutnu vrijednost vode u suhoj masnoj tvari od oko 48 %, te 55 – 58 % vode u nemasnoj tvari, uz 1,6 – 2,5 % soli.

## Vanjske poveznice
- Mrežna stranica međunarodne udruge proizvođača trapista